# Acianthera consatae
Acianthera consatae är en orkidéart som först beskrevs av Carlyle August Luer och Roberto Vásquez, och fick sitt nu gällande namn av Carlyle August Luer. Acianthera consatae ingår i släktet Acianthera och familjen orkidéer. Inga underarter finns listade i Catalogue of Life.